# George Albrecht van Brandenburg-Bayreuth

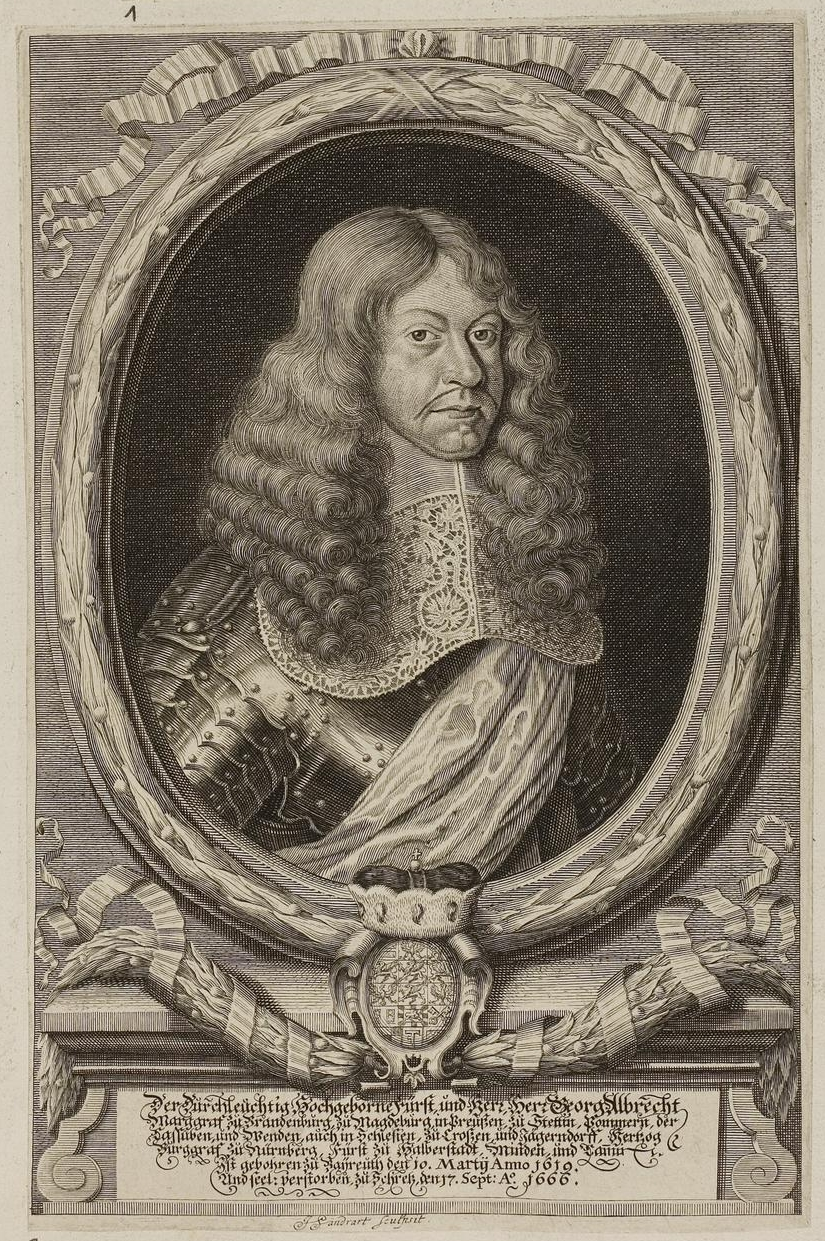
George Albrecht van Brandenburg-Bayreuth.

George Albrecht van Brandenburg-Bayreuth (Bayreuth, 20 mei 1619 - aldaar, 27 september 1666) was titulair markgraaf van Brandenburg-Kulmbach. Hij behoorde tot het huis Hohenzollern.

## Levensloop
George Albrecht was de tweede zoon van markgraaf Christiaan van Brandenburg-Bayreuth uit diens huwelijk met Maria van Pruisen, dochter van hertog Albrecht Frederik van Pruisen. Zijn oudere broer, erfopvolger Erdmann August, overleed reeds in 1651, vier jaar voor zijn vader. George Albrecht werd echter niet de nieuwe erfopvolger, aangezien Erdmann August in 1644 een zoon kreeg, die de naam Christiaan Ernst kreeg.
Toen George Albrechts vader Christiaan in 1655 overleed, werd Christiaan Ernst de nieuwe markgraaf van Brandenburg-Bayreuth. Wegens zijn minderjarigheid trad George Albrecht tot in 1664 op als regent van het vorstendom. In 1726 overleed Christiaan Ernsts enige zoon George Willem zonder mannelijke nakomelingen en erfde de nevenlinie van George Albrecht het markgraafschap Brandenburg-Bayreuth.
De door hem opgerichte nevenlinie van het huis Hohenzollern werd ook wel eens de Weferlinger Linie genoemd, omdat zijn zoon Christiaan Hendrik het Slot van Weferlingen als residentie had verworven. George Albrecht, titulair markgraaf van Brandenburg-Kulmbach, overleed in september 1666 op 47-jarige leeftijd.

## Huwelijken en nakomelingen
George Albrecht was tweemaal gehuwd. Op 10 december 1651 huwde hij in Bayreuth met zijn eerste echtgenote Maria Elisabeth (1628-1664), dochter van hertog Filips van Sleeswijk-Holstein-Sonderburg-Glücksburg. Ze kregen zes kinderen:
- Christiaan Filips (1653-1653)
- Sophia Amalia (1655-1656)

- George Frederik (1656-1657)
- Erdmann Filips (1659-1678)
- Christiaan Hendrik (1661-1708), titulair markgraaf van Brandenburg-Kulmbach
- Karel August (1663-1731)

Op 11 november 1665 huwde George Albrecht in Colditz met zijn tweede echtgenote Maria Sophia van Solms-Baruth (1626-1688). Ze kregen een zoon, die twee maanden na de dood van George Albrecht werd geboren:
- George Albrecht (1666-1703), huwde in 1699 morganatisch met Regina Magdalena Lutz, die in 1701 de titel van vrouwe van Kotzau kreeg.

### Voorouders
| Kwartierstaat van George Albrecht van Brandenburg-Bayreuth | Kwartierstaat van George Albrecht van Brandenburg-Bayreuth                       | Kwartierstaat van George Albrecht van Brandenburg-Bayreuth                       | Kwartierstaat van George Albrecht van Brandenburg-Bayreuth                      | Kwartierstaat van George Albrecht van Brandenburg-Bayreuth                      | Kwartierstaat van George Albrecht van Brandenburg-Bayreuth                       | Kwartierstaat van George Albrecht van Brandenburg-Bayreuth                       | Kwartierstaat van George Albrecht van Brandenburg-Bayreuth                       | Kwartierstaat van George Albrecht van Brandenburg-Bayreuth                       |
| ---------------------------------------------------------- | -------------------------------------------------------------------------------- | -------------------------------------------------------------------------------- | ------------------------------------------------------------------------------- | ------------------------------------------------------------------------------- | -------------------------------------------------------------------------------- | -------------------------------------------------------------------------------- | -------------------------------------------------------------------------------- | -------------------------------------------------------------------------------- |
| Overgrootouders                                            | Joachim II Hector van Brandenburg (1505-1571) ∞ Magdalena van Saksen (1507-1534) | Joachim II Hector van Brandenburg (1505-1571) ∞ Magdalena van Saksen (1507-1534) | Joachim Ernst van Anhalt (1536-1586) ∞ Agnes van Barby (1540-1569)              | Joachim Ernst van Anhalt (1536-1586) ∞ Agnes van Barby (1540-1569)              | Albrecht van Pruisen (1490-1568) ∞ Anna Maria van Brunswijk-Lüneburg (-)         | Albrecht van Pruisen (1490-1568) ∞ Anna Maria van Brunswijk-Lüneburg (-)         | Willem V van Kleef (1516-1592) ∞ Maria van Oostenrijk (1531-1581)                | Willem V van Kleef (1516-1592) ∞ Maria van Oostenrijk (1531-1581)                |
| Grootouders                                                | Johan Georg van Brandenburg (1525-1598) ∞ Elisabeth an Anhalt (1563-1607)        | Johan Georg van Brandenburg (1525-1598) ∞ Elisabeth an Anhalt (1563-1607)        | Johan Georg van Brandenburg (1525-1598) ∞ Elisabeth an Anhalt (1563-1607)       | Johan Georg van Brandenburg (1525-1598) ∞ Elisabeth an Anhalt (1563-1607)       | Albrecht Frederik van Pruisen (1553–1618) ∞ Maria Eleonora van Gulik (1550–1608) | Albrecht Frederik van Pruisen (1553–1618) ∞ Maria Eleonora van Gulik (1550–1608) | Albrecht Frederik van Pruisen (1553–1618) ∞ Maria Eleonora van Gulik (1550–1608) | Albrecht Frederik van Pruisen (1553–1618) ∞ Maria Eleonora van Gulik (1550–1608) |
| Ouders                                                     | Christiaan van Brandenburg-Bayreuth (1581-1655) ∞ Maria van Pruisen (1579-1649)  | Christiaan van Brandenburg-Bayreuth (1581-1655) ∞ Maria van Pruisen (1579-1649)  | Christiaan van Brandenburg-Bayreuth (1581-1655) ∞ Maria van Pruisen (1579-1649) | Christiaan van Brandenburg-Bayreuth (1581-1655) ∞ Maria van Pruisen (1579-1649) | Christiaan van Brandenburg-Bayreuth (1581-1655) ∞ Maria van Pruisen (1579-1649)  | Christiaan van Brandenburg-Bayreuth (1581-1655) ∞ Maria van Pruisen (1579-1649)  | Christiaan van Brandenburg-Bayreuth (1581-1655) ∞ Maria van Pruisen (1579-1649)  | Christiaan van Brandenburg-Bayreuth (1581-1655) ∞ Maria van Pruisen (1579-1649)  |
| George Albrecht van Brandenburg-Bayreuth (1619-1666)       |                                                                                  |                                                                                  |                                                                                 |                                                                                 |                                                                                  |                                                                                  |                                                                                  |                                                                                  |